# Dávid Ibolya
Dávid Ibolya es una abogada, política húngara y presidenta del Partido  MDF.
Realizó su estudios secundario en el "Kálmán Tóth High School" en 1972, en 1975 ingresó a la facultad de Derecho en la Universidad de Pécs, graduándose en 1981.
Fue Ministra de Justicia durante el gobierno de primer ministro Viktor Orbán, fue la única del MDF, y también la única mujer del gabinete de Orbán. Desde 1999 es presidenta del Foro Democrático de Hungría.